# Евфимий (архиепископ Тверской)

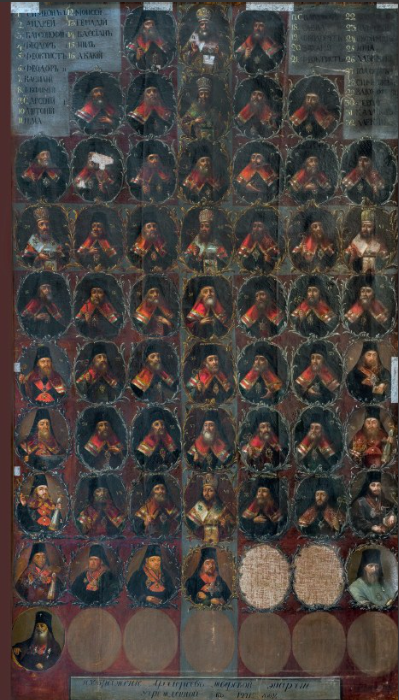
Портреты епископов Тверских от Симеона до Евсевия, кон. XVIII - сер. XIX вв. Портрет еп. Евфимия под номером 24

Архиепископ Евфимий — епископ Русской православной церкви,  архиепископ Тверской и Кашинский.

## Биография
С января 1627 года упоминается архимандритом Спасо-Андроникова монастыря.
26 октября 1628 года хиротонисан во епископа Тверского и Кашинского с возведением в сан архиепископа.
В 1635 году в Твери обветшалый кафедральный собор, построенный Михаилом Тверским, был капитально перестроен (по другим сведениям, построен заново). Рака с мощами святого Михаила была вскрыта, и архиепископ тверской Евфимий зафиксировал в связи с этим множество чудес.
Скончался в 1642 году. Погребён в Преображенском кафедральном соборе Твери.